# Lĩnh Nam
Lĩnh Nam (chữ Hán: 嶺南) là vùng đất phía nam núi Ngũ Lĩnh trong truyền thuyết xưa ở Việt Nam và Trung Quốc. Khu vực này ứng với nước Nam Việt của nhà Triệu trong các cuộc đối đầu thời Tần Hán và sau là triều Trưng Vương.
Núi Ngũ Lĩnh là loạt dãy núi ở vùng ranh giới các tỉnh Hồ Nam, Giang Tây, Quảng Đông, Quảng Tây của Trung Quốc, ngăn cách vùng Lưỡng Quảng với phần lãnh thổ phía bắc của vùng Giang Nam. Đây là đường phân thủy giữa hai con sông lớn là Dương Tử và Châu Giang.

## Trong lịch sử và văn học
Trong Đại Nam Quốc Sử Diễn Ca, tác phẩm rất quen thuộc đối với người Việt Nam, tác giả Lê Ngô Cát có nhắc đến vùng Lĩnh Nam qua đoạn thơ:
Bà Trưng quê ở châu Phong
Giận người tham bạo thù chồng chẳng quên.
Chị em nặng một lời nguyền,
Phất cờ nương tử thay quyền tướng quân,
Ngàn Tây nổi áng phong trần,
Ầm ầm binh mã xuống gần Long Biên.
Hồng quần nhẹ bức chinh yên,
Đuổi ngay Tô Định dẹp tan biên thành.
Đô kỳ đóng cõi Mê Linh,

Lĩnh Nam riêng một triều đình nước ta.

Năm 1606, đời Lê Kính Tông, Nguyễn Thực khi đó là phó sứ sang Trung Quốc có làm bài thơ "Nam hoàn chí Ngũ Lĩnh" (bài thơ do nhà bác học Lê Quý Đôn đời sau chép lại):
Ngũ Lĩnh điêu nghiêu trấn Việt thùy
Hứa đa cảnh trí chiếm thanh kỳ
Uất thông đông hậu thùy thiên cán
Nùng diễm xuân tiền mai nhất chi
Đồng trụ Trưng vương lưu cựu tích
Thạch nhai Trưng tướng phục tùng từ
Phong cương tự cổ phân trung ngoại

Thậm tiễn thiên công xảo thiết thi
Bộ sử cổ "Bách Việt Tiên Hiền Chí – Lĩnh Nam Di Thư" là bộ sử liên quan đến Việt tộc, do sử gia Âu Ðại Nhậm viết xong vào năm Gia Tĩnh thứ 33 (1554), được sử quán nhà Minh và nhà Thanh coi là tài liệu lịch sử xác đáng dùng làm tài liệu để các sử gia Trung Hoa nghiên cứu và trích dẫn khi viết sử.